# Valença, Cristelo Covo e Arão
Valença, Cristelo Covo e Arão (oficialmente: União das Freguesias de Valença, Cristelo Covo e Arão) é uma freguesia portuguesa do município de Valença, com 9,49 km² de área e 5258 habitantes (censo de 2021), tendo, por isso, uma densidade populacional de 554,1 hab./km². Engloba as antigas freguesias de Valença, Cristelo Covo e Arão.

## Demografia
A população registada nos censos foi:
| Distribuição da População por Grupos Etários | Distribuição da População por Grupos Etários | Distribuição da População por Grupos Etários | Distribuição da População por Grupos Etários | Distribuição da População por Grupos Etários | Distribuição da População por Grupos Etários |
| -------------------------------------------- | -------------------------------------------- | -------------------------------------------- | -------------------------------------------- | -------------------------------------------- | -------------------------------------------- |
| Antes da agregação                           |                                              |                                              |                                              |                                              |                                              |
| Ano                                          | 0-14 anos                                    | 15-24 anos                                   | 25-64 anos                                   | >= 65 anos                                   | Total                                        |
| 2001                                         | 805                                          | 720                                          | 2685                                         | 940                                          | 5150                                         |
| 2011                                         | 703                                          | 591                                          | 2833                                         | 1026                                         | 5153                                         |
| Após a agregação                             |                                              |                                              |                                              |                                              |                                              |
| Ano                                          | 0-14 anos                                    | 15-24 anos                                   | 25-64 anos                                   | >= 65 anos                                   | Total                                        |
| 2021                                         | 679                                          | 556                                          | 2819                                         | 1204                                         | 5258                                         |